# 외르셸융아시

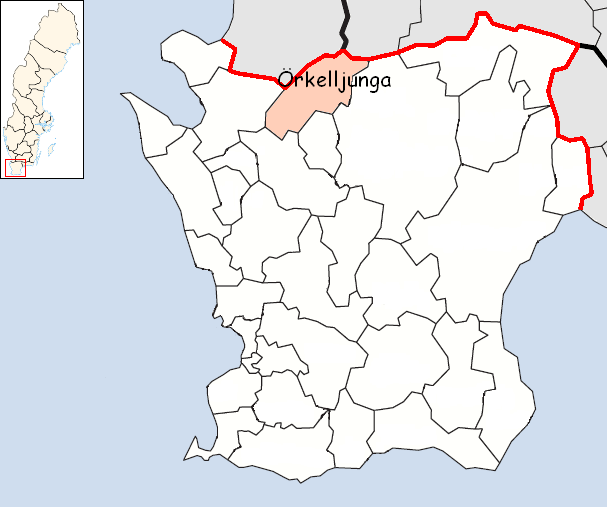
외르셸융아 시의 위치

외르셸융아시(스웨덴어: Örkelljunga kommun)는 스웨덴 스코네주에 위치한 지방 자치체로 행정 중심지는 외르셸융아이며 면적은 329.7km2, 인구는 9,958명(2016년 12월 31일 기준), 인구 밀도는 30명/km2이다.

시 문장